# アイ・コンタクト もう1つのなでしこジャパン ろう者女子サッカー
『アイ・コンタクト もう1つのなでしこジャパン ろう者女子サッカー』は、2010年9月18日公開の日本映画。文部科学省平成22年度7月映像作品・特別選定作品。

## 概要
2009年夏に台北で開催された聴覚障害者のためのオリンピック、第21回夏季デフリンピックに初出場したろう者女子サッカー・日本代表チームを追ったドキュメンタリー映画。大会の試合模様だけでなく、選手たちの学校や仕事など彼らの生活や思いもクローズアップされている。2010年9月18日よりポレポレ東中野で単館ロードショー。
キャッチコピーは「見る とにかく見る!どんな時でも顔を上げないと伝わらないから!」。
2010年9月4日には秋篠宮妃紀子が観賞、出演選手と手話で懇談している。また、ぴあ初日満足度ランキング（ぴあ映画生活調べ）では第2位になるなど高評価もされている。

## スタッフ
- プロデューサー - 鈴木政信、中野理恵、中村和彦
- 監督 - 中村和彦
- 撮影 - 月村圭、比留川伸、中村和彦
- 音楽 - 福田裕彦
- 編集 - 中村和彦、矢船陽介
- ポスポロ - Visual Bull
- 助監督 - 菊永ふみ
- 制作アシスタント - 中村クミ枝
- 写真協力 - 葛尾優子
- 宣伝デザイン - ヒヌマデザイン
- 配給宣伝 - パンドラ
- 宣伝協力 - 原田徹、箕輪小百合
- 配給協力 - イメージサテライト
- 製作・配給 - アイ・コンタクト製作委員会
- 助成 - 文化芸術振興費補助金
- 撮影協力 - 兵庫県立神戸聴覚特別支援学校、北翔大学、磐田市立城山中学校、特別養護老人ホームあすくの里。昭和産業株式会社、ヤマハジュビロレディース、FC城南ビクトリア、東日本旅客鉄道株式会社東京支社
- 協力 - （社福）トット基金。（社福）新宿区障害者福祉協会、新宿区障害者団体連絡協議会、日本女子サッカーリーグ
- 後援 - （財）全日本ろうあ連盟、（社）東京都聴覚障害者連盟、（社）全日本難聴者・中途失聴者団体連合会、（社福）聴力障害者情報文化センター、（財）日本障害者リハビリテーション協会、日本ろう者サッカー協会、（財）日本障害者スポーツ協会、市民スポーツ文化研究所、東京ドイツ文化センター、デンマーク大使館、ドイツ連邦共和国大使館
- 上映後援 - （社）朝日新聞厚生文化事業団

## サポートソング
- 『A.I.O.』（手話応援ソング）

作詞・歌 - GOMA♀

## 受賞
ヨコハマ・フットボール映画祭 2011年 最優秀プレイヤー賞　ろう者女子サッカー日本代表チーム